# マグナル・ソルベルク
マグナル・ソルベルク（Magnar Solberg、1937年2月4日 - ）は、ノルウェー、ソール・トロンデラーグ県ミッドトレ・ガウダルのSoknedal村出身の元バイアスロン選手。警察官。1960年代から1970年代に国際大会で活躍、冬季オリンピックで2連覇を達成した。

## プロフィール
1968年グルノーブルオリンピック個人で金メダル、リレーで銀メダルを獲得、4年後の1972年札幌オリンピックでも個人で金メダルを獲得、同種目史上初の2大会連続優勝を達成した。 